# Xylopia amazonica
Xylopia amazonica é uma espécie de magnólia. Foi descrito pela primeira vez por Robert Elias Fries .  Xylopia amazonica pertence ao gênero Xylopia, e família Annonaceae.